# Stat (Einheit)
Das Stat (Einheitenzeichen St) ist eine veraltete, nicht SI-konforme Einheit der Radioaktivität von Heilwässern. 1929 schlug St. Meyer für die Aktivitätseinheit „Mache-Einheit mal Liter“ den Namen Millistat (mSt) vor. Die heute benutzte SI-Einheit ist das Becquerel.
| 1 Stat | = | 1000  | 1000   | ME · l |  |
|        | = | 3,64  | · 10−7 | Ci     |  |
|        | = | 1,345 | · 104  | Bq     |  |